# ناحیه پچین
یکی از استان‌های سی و شش گانه کشور آلبانی در اروپا می‌باشد.